# Jean-Baptiste Amador de Vignerot du Plessis
Jean-Baptiste Amador de Vignerot du Plessis (né le 8 novembre 1632 et mort le 11 avril 1662), marquis de Richelieu, est un aristocrate français, petit-neveu du cardinal de Richelieu, bénéficiaire comme les autres membres de sa famille de son népotisme. Il est d'abord abbé commendataire de plusieurs abbayes, puis renonce à ses bénéfices et à l'état ecclésiastique pour se marier. Il devient général, gouverneur du Havre.

## Biographie
Jean Baptiste Amador est le deuxième fils de François de Vignerot de Pont-Courlay (neveu maternel du cardinal ; fils de René de Vignerot et de Françoise du Plessis, sœur du cardinal de Richelieu) et Marie-Françoise de Guémadeuc, baronne du Pont et de Rostrenen, et le frère cadet de Armand-Jean de Vignerot du Plessis, 2e duc de Richelieu. 
Alors qu'il n'est âgé que de 10 ans son grand-oncle le cardinal de Richelieu se démet en sa faveur en décembre 1642 de ses commendes de l'abbaye de Marmoutier, de Saint-Benoit-sur-Loire et de l'abbaye Saint-Ouen de Rouen. Du fait de son défaut d'âge il n'obtient ses bulles pontificales de confirmation que le 11 septembre 1644 et ne prend possession qu'en 1646.

Il est également prieur commendataire de Saint-Martin-des-champs à Paris. 
En 1652 contre l'avis de sa famille il renonce à la vie ecclésiastique et à ses bénéfices qu'il transmet cependant à son frère cadet Emmanuel-Joseph de Vignerot du Plessis, et épouse le 6 novembre, Jeanne-Baptiste de Beauvais fille de Catherine Bellier, première femme de chambre de la reine. 
Selon Roger de Bussy-Rabutin, sa tante Marie-Madeleine de Vignerot d'Aiguillon furieuse l'exile en vain en Italie afin qu'il y retrouve ses esprits. À son retour il devient lieutenant général des armées du roi, gouverneur du Havre et capitaine du château de Versailles et du château de Saint-Germain-en-Laye. 
Il meurt le 11 avril 1662.

## Postérité
De son épouse Jeanne-Baptiste morte à 27 ans le 30 avril 1663, fille de Pierre de Beauvais et de Catherine Bellier, il laisse :
- Louis Armand de Vignerot du Plessis (né le 9 novembre 1654, † le 22 octobre 1730 à Paris), marquis de Richelieu et de Guémadeuc, baron du Pont-l'Abbé ; époux de Marie Charlotte de La Porte de La Meilleraye, fille aînée d'Hortense Mancini (nièce de Mazarin) et du duc Armand-Charles de La Meilleraye (petit-cousin du cardinal de Richelieu) : parents d'Armand-Louis duc d'Aiguillon ;
- Élisabeth de Vignerot du Plessis-Richelieu, mariée en juin 1696 à Nicolas  Quelain, seigneur du Plessis, substitut du procureur-général au Parlement de Paris ;
- Marie Marthe de Vignerot (3 août 1658 - 18 mars 1719), abbesse de Saint-Rémy-des-Landes.